# Partheni (Sparta)
I Partheni o Parteni (in greco παρθενίαι, "figli di vergini") furono un gruppo di Spartani che, secondo le fonti tramandate dallo storico Eusebio di Cesarea, partecipò alla fondazione della città di Taranto nell'VIII secolo a.C.. Racconta Strabone nella sua Geografia, come Sparta rischiasse di non avere più una giovane generazione di guerrieri, a causa della lontananza degli uomini dalla città per via delle lunghe guerre messeniche, in cui Sparta era contrapposta alla vicina Messenia. 

## Storia
I Partheni furono i figli nati dal connubio tra donne Spartane vergini con i Perieci o con giovani guerrieri Spartani richiamati appositamente in patria durante le guerre Messeniche, per porre rimedio alla scarsa natalità e scongiurare il rischio di non avere una nuova generazione di guerrieri a difesa della poleis. 
Tuttavia, non poterono pienamente godere di tutti diritti politici in patria né poterono partecipare alla distribuzione delle terre sottratte ai Messeni. 
I Partheni con a capo un giovane guerriero chiamato Falanto si ribellarono all'aristocrazia spartana organizzando una congiura, in quanto essi pretendevano i riconoscimenti di tutti i diritti civili che venivano a loro negati. Per sedare la ribellione si stabilì, con l’avallo dell’Oracolo di Delfi, di inviare gli insorti in Occidente a fondare un nuovo centro, sotto la guida del loro capo Falanto, ovvero la poleis di Taras.
Qui il responso dell'Oracolo di Delfi : 
| ὁ δ’ ἔχρησε Σατύριόν τοι δῶκα Τάραντά τε πίονα δῆμον οἰκῆσαι, καὶ πῆμα Ἰαπύγεσσι γενέσθαι. | Ti dono Satyrion e ti concedo anche di abitare il ricco paese di Taranto e di diventare flagello per gli Iapigi |

(Antioco fr. 13 Jacoby, apud Strabo, Geogr VI, 3,2 – Traduzione M. Lombardo)
Il racconto di Eforo (Eforo, fr. 216 Jacoby, apudStrabo., VI, 3,3), conferma la fondazione di Taranto ad opera dei Partheni, sostenendo che questi erano figli delle donne spartane e dei giovani guerrieri, che non vincolati dal giuramento d’età, erano stati rimandanti in patria per unirsi alle vergini e scongiurare che Sparta dopo tanti anni rimanesse senza nascite.
Tuttavia, i nati da queste unioni non furono riconosciuti cittadini legittimi e furono pertanto privati di alcuni diritti civili garantiti all'aristocrazia spartana.
Secondo Eforo, al tentativo di rivolta contro Sparta, parteciparono anche gli Iloti; anch’essi poi, abbandonarono la città e presero parte alla spedizione di Falanto. 
| ἧκον οὖν σὺν Φαλάνθῳ οἱ Παρθενίαι, καὶ ἐδέξαντο αὐτοὺς οἵ τε βάρβαροι καὶ οἱ Κρῆτες οἱ προκατασχόντες τὸν τόπον. | Giunsero dunque i Parteni insieme con Falanto, e i barbari e i cretesi che abitavano quel luogo, li accolsero. |

(apud Strabo, Geogr, VI, 3,3 – Traduzione M. Lombardo)
Le due poleis in futuro furono comunque alleate, Taranto favorì Sparta nella Guerra del Peloponneso, negando l'attracco alla flotta ateniese sulle sue coste, Sparta appoggiò Taranto nelle guerre contro le popolazioni indigene italiche. 